# Feletheus
Feletheus, död 487, var kung över rugierna från 475 till 487. 
Han var son till Flaccitheus, kung av rugierna och grundare av rugiernas rike. Hans bror var Ferderuchus. Feletheus var gift med Goten Gisa, som troligen var kusin till den Amalska Östgotiske kungen Theodorik den store. Efter sin fars död, troligen år 475, efterträdde Feletheus sin far som kung över rugierna. Deras territorium vid den tiden var baserat i Niederösterreich. År 476 stödde Feletheus Odoacer och hans Sciriska och Heruliska allierade i störtandet av den romerska kejsaren Romulus Augustus. Feletheus var en nära förtrogen med Severinus av Noricum. Efter att den östromerske kejsaren Zenon försökt skapa konflikt mellan rugierna och Odoaker, avrättade Feletheus sin brorson Fredericus, som stödde Odoaker. Odoacer invaderade därefter rugiernas rike och besegrade dem fullständigt i ett slag nära dagens Wien. Feletheus och hans fru tillfångatogs och avrättades i Ravenna år 487. Två år senare, under hans son Frideric, anslöt sig rugierna till den Östgotiska kungen Theodoric den store, som invaderade Italien och besegrade och mördade Odoacer år 493.

## Primärkällor
- Eugippius: Vita Sancti Severini
- Paulus diakonen: Langobardernas historia

## Sekundära källor
- Pauly-Wissowa. Realencyclopädie der Classischen Altertumswissenschaft (RE). Bd. 6,2. Stuttgart 1909, Sp. 2161f.
- Friedrich Lotter: Severinus von Noricum, Legende und historische Wirklichkeit: Untersuchungen zur Phase des Übergangs von spätantiken zu mittelalterlichen Denk- und Lebensformen. Stuttgart 1976.
- Arnold Hugh Martin Jones ua: Det senare romerska rikets prosopografi. Bd. 1, Cambridge 1971,ISBN 0-521-20159-4, ISBN 978-0-521-20159-9
- Walter Pohl: Die Gepiden und die gentes an der mittleren Donau nach dem Zerfall des Attilareiches. I: Herwig Wolfram, Falko Daim (Hrsg.): Die Völker an der mittleren und unteren Donau im fünften und sechsten Jahrhundert. Wien 1980, s. 239ff.